# Анђелко Руњић
Анђелко Руњић (Перковић, 31. јул 1938 — 15. септембар 2015) је хрватски економист, професор универзитета и бивши политичар и дипломат. Kao председник Сабора СР Хрватске потписао је закон којим је у СР Хрватској уведен вишепартијски систем 1990. године.

## Биографија
Рођен је 1938. године у Перковићу код Шибеника. Познат је по надимку Бамбе. Гимназију је завршио у Шибенику. Дипломирао је 1961. године и докторирао 1981. на Економском факултету у Загребу. Од 1965. године Руњић је запослен на истом факулетеу, где је и био декан факултета од 1982. до 1984. године. Био је редовни професор економске историји на том факултету од 1985. године. Проучавао је историју хрватске економске мисли.
Руњић традиционално летује на Јадрији код Шибеника. У Загребу је био међу првим сталним гостима каснијег ресторана Балтазар. Склон је поезији и књижевности. Ожењен је, отац двоје деце.
Председник Републике Хрватске Стјепан Месић одликовао је Руњића 2009. године Редом хрватског плетера за особит допринос развитку и угледу Републике Хрватске и добробити њених грађана. То одликовање добио је заједно са другим званичницима с краја социјалистичког периода.

### Председник Сабора СР Хрватске
Руњић је био председник Сабора СР Хрватској од 1986. до 1990. године.
У превирањима уочи демократских промена 1990. године био је склон демократској струји унутар Савеза комуниста Хрватске. Руњић је 27. јула 1989. године примио представнике хрватске политичке опозиције који су му предали текст "Захтеви народа" који је потписало 100 хиљада људи. Председник Сабора тада је обавиштен да је послано "отворено писмо" Уједињеним народима због "започете хајке на политичке неистомишљенике". Учествовао је у полемици која се 1989. године водила између тадашњих републичких званичника (председник Председништва Иво Латин, Сабора Руњић и Извршног већа Антун Миловић) са врхом СКХ (председник Председништва ЦК Ивица Рачан и други).
Руњић је потписао закон којим је у Хрватској уведено вишестраначје. Уручујући решење о расписивању првих вишестраначких избора у Хрватској, како преносе новине из тог времена, одушевљено је ускликнуо како је необично срећан што је дочекао тај историјски дан. Након победе Хрватске демократске заједнице на тим изборима, Руњић 30. маја 1990. године предао власт новоизабраним представницима народа. Наследио га је Жарко Домљан.

### После 1990. године
Након одласка с места председника Сабора био је 13 месеци амбасадор Хрватске у Москви у време распада Совјетског Савеза. Средином 1991. године вратио предавањима економски историје на Економском факултету у Загребу.
Био је члан Социјалдемократске партије до парламентарних избора 1995. године. Разочаран том странком на изборима 1995. године појавио се као кандидат Акције социјалдемократа Хрватске. Није успео да уђе у Сабор.
У медијима се појављује 2001. године када се спомињао као кандидат за хрватског амбасадора у Београду. Наводно је био кандидат тадашњег председника Стјепана Месића, док је председник Владе Ивица Рачан преферирао неке друге.
Од маја 2012. године је председник надзорног одбора грађевинске фирме Хидроелектра нискоградња д.д. из Загреба.